# Grallaria saturata
Grallaria saturata — вид горобцеподібних птахів родини Grallariidae.

## Поширення
Вид поширений на східних схилах Анд в Колумбії, Еквадорі та на півночі Перу. Мешкає у тропічних гірських лісах на висотах від 2550 до 3650 м.